# Dinarthrum ulmeri
Dinarthrum ulmeri är en nattsländeart som beskrevs av Martynov 1914. Dinarthrum ulmeri ingår i släktet Dinarthrum och familjen kantrörsnattsländor. Inga underarter finns listade i Catalogue of Life.